# Trachelyopterus

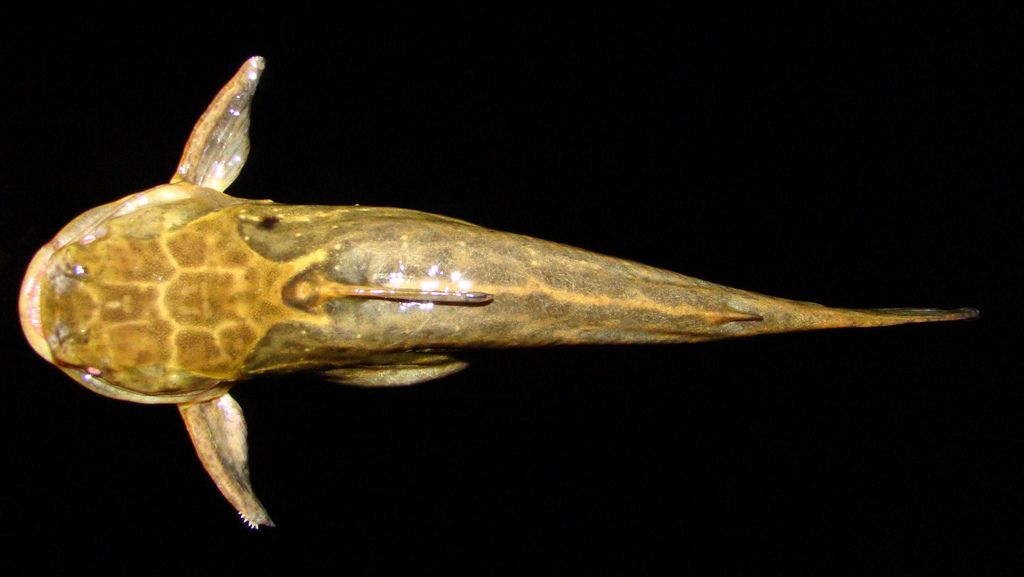
Trachelyopterus lucenai de Rio Grande do Sul (Brasil).

Trachelyopterus és un gènere de peixos de la família dels auqueniptèrids i de l'ordre dels siluriformes.

## Taxonomia
- Trachelyopterus albicrux (Berg, 1901)[2]
- Trachelyopterus amblops (Meek & Hildebrand, 1913)[3]
- Trachelyopterus badeli (Dahl, 1955)
- Trachelyopterus ceratophysus (Kner, 1858)[4]
- Trachelyopterus coriaceus (Valenciennes, 1840)[5]
- Trachelyopterus fisheri (Eigenmann, 1916)[6]
- Trachelyopterus galeatus (Linnaeus, 1766)[7]
- Trachelyopterus glaber (Steindachner, 1877)
- Trachelyopterus immaculatus (Valenciennes a Cuvier & Valenciennes, 1840)
- Trachelyopterus insignis (Steindachner, 1878)[8]
- Trachelyopterus jokeannae (Hoedeman, 1961)
- Trachelyopterus lacustris (Lütken, 1874)[9]
- Trachelyopterus leopardinus (Borodin, 1927)[10]
- Trachelyopterus lucenai (Bertoletti, Pezzi da Silva & Pereira, 1995)[11][12]
- Trachelyopterus peloichthys (Schultz, 1944)[13][14]
- Trachelyopterus robustus (Günther, 1864)
- Trachelyopterus striatulus (Steindachner, 1877)[15]
- Trachelyopterus teaguei (Devincenzi, 1942)[16][17][18][19][20][21][22][23]